# 미스코리아 대전-충남
미스 대전-세종-충남은 미스코리아의 대전광역시, 충청남도 지역 대회이다. 진, 선, 미 입상자에게는 미스코리아 본선에 진출을 할 수 있는 기회가 주어진다.

## 입상자
- 1971년부터 1988년까지는 미스 충남 대회였으나 1989년부터 대전과 통합하여 선발하였다.
- 1981년에는 미스 충남을 선발하지 않았다.
- 2014년, 2018년에는 세종특별자치시와 통합하여 선발하였다.
- 2019년에는 충북과 통합하여 선발하였다.
- 2021년에는 대전 세종 충청으로 통합하여 미스 대전-세종-충청을 선발하였다.
- 2022년에는 다시 충남-충북 분리하여 미스 대전-세종-충남으로 선발하였다.

## 역대 참가자 사진
- 1993년 미스 대전-충남 진
장진영, 1993년 미스코리아 후보
- 1999년 미스 대전-충남 진
김연주, 1999년 미스코리아 진
- 2000년 미스 대전-충남 진
이보영, 2000년 미스코리아 후보
- 2010년 미스 대전-충남 진
황지애, 2010년 미스코리아 후보
- 2012년 미스 대전-충남 진
한연수(한승희), 2012년 미스코리아 후보
- 2012년 미스 대전-충남 선
김혜빈, 2012년 미스코리아 후보
- 2012년 미스 대전-충남 미
조예원, 2012년 미스코리아 후보